# Vienna Symphonic Library

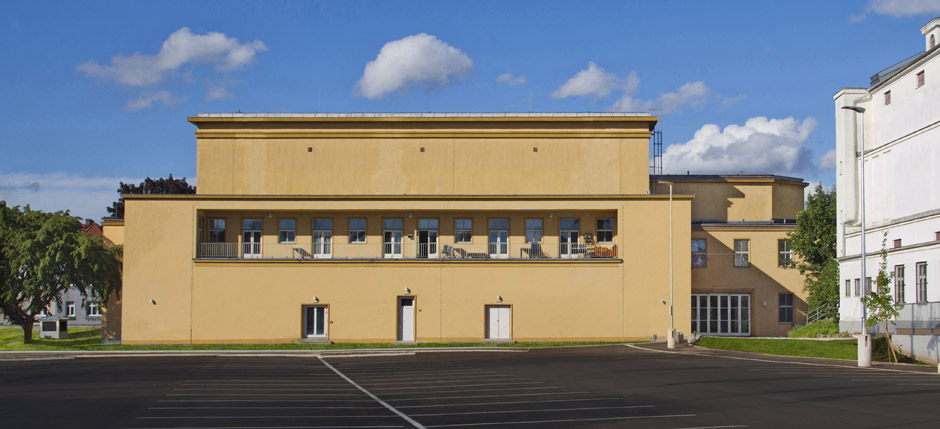
Sede de VSL en Viena.

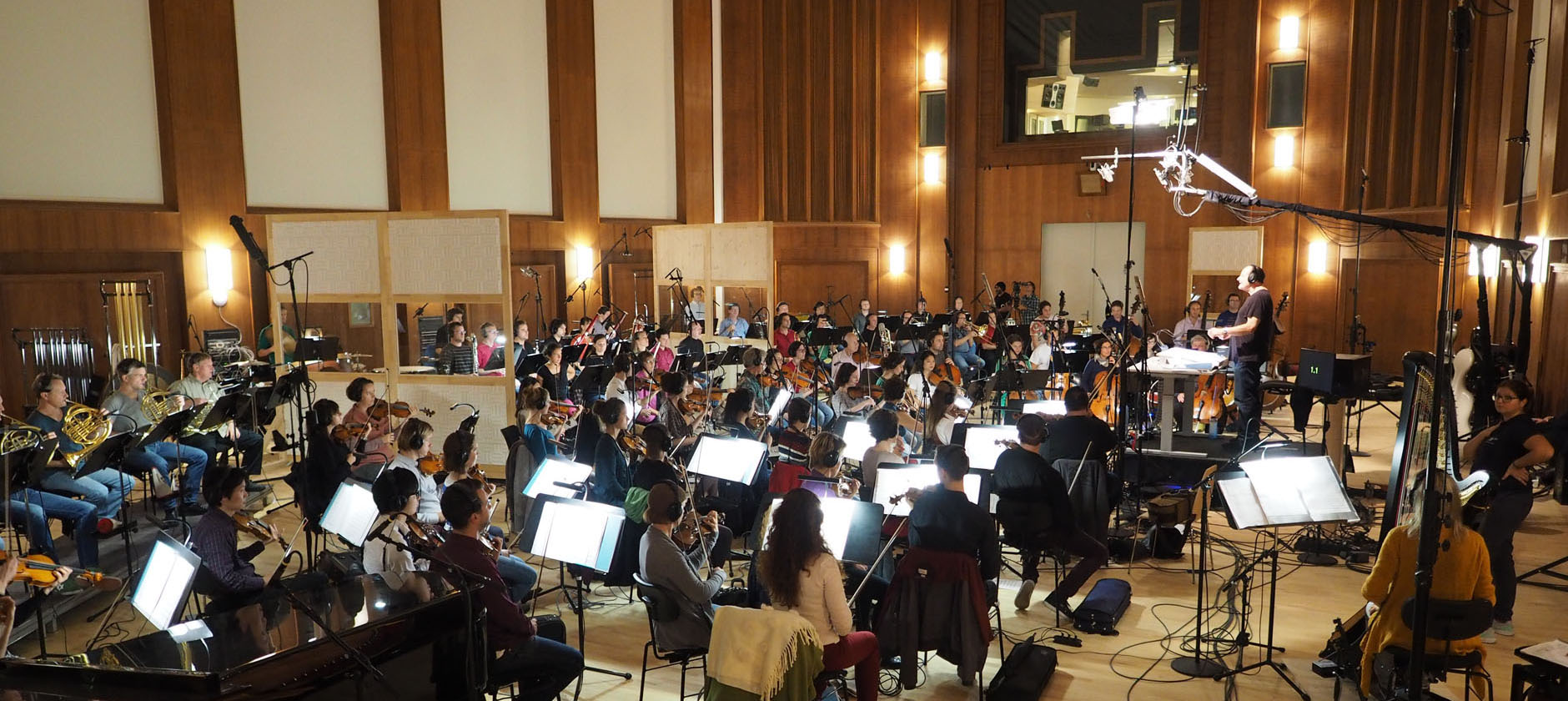
Escenario A, Viena.

Vienna Symphonic Library GmbH (VSL) es uno de los principales desarrolladores de bibliotecas de muestras y software de producción musical para música orquestal clásica. La compañía está ubicada en un edificio protegido emblemático, llamado Synchron Stage Vienna, con sede en el distrito 23 de la capital austriaca.
Vienna Symphonic Library proporciona instrumentos virtuales y la recreación digital de la acústica de salas de concierto más famosas como el Konzerthaus y el Große Sendesaal en retransmisiones ORF, ambos en Viena, y el Sage Gateshead en Inglaterra. La técnica empleada consiste en respuestas a impulso, que resultan en un verdadero rever convolutivo digital. Los instrumentos virtuales están basados en muestras digitales de voces e instrumentos, así como orquestas en sí mismas. El software de VSL actúa como interfaz para el compositor de música, permitiéndole reproducir instrumentos reales en un teclado MIDI.

## Historia

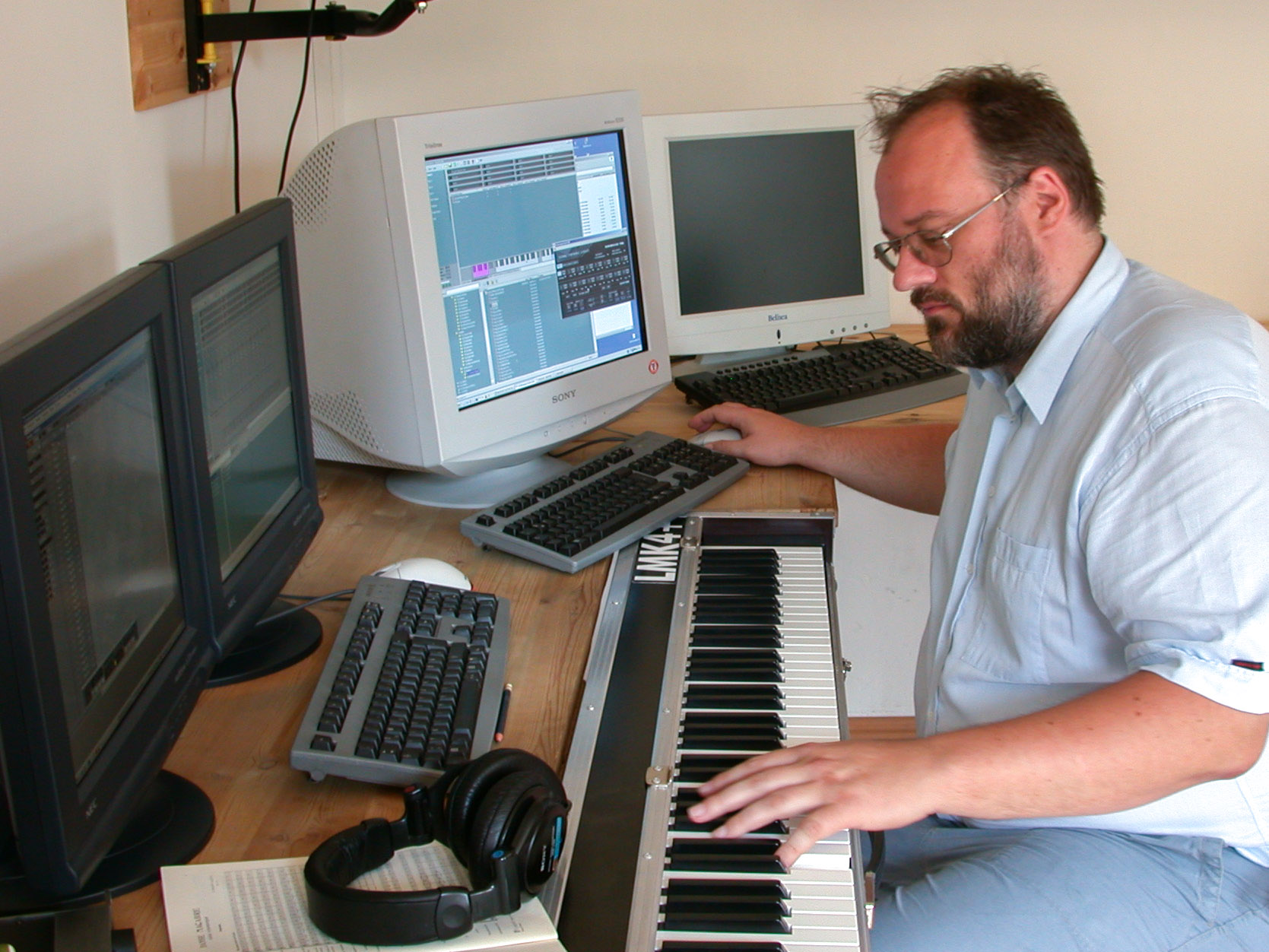
Herbert Tucmandl, fundador de la Vienna Symphonic Library (2004)

La empresa fue fundada en Viena en octubre del año 2000 por Herbert Tucmandl. En los 90, Tucmandl, que tocaba el chelo (como miembro sustituto en la Orquesta Filarmónica de Viena, entre otros), más tarde fue cámara, director y compositor y empleó algunas bibliotecas de muestras de primera generación para crear sus propias grabaciones. Los resultados no le fueron satisfactorios, principalmente por su sonoridad alejada de la de los instrumentos reales. Tucmandl empezó a desarrollar un concepto más realista con variaciones naturales de los instrumentos que sonaban. Tucmandl hizo la prueba de su concepto con su propio chelo y decidió ingeniárselas para convencer un inversor para financiar la nueva empresa.

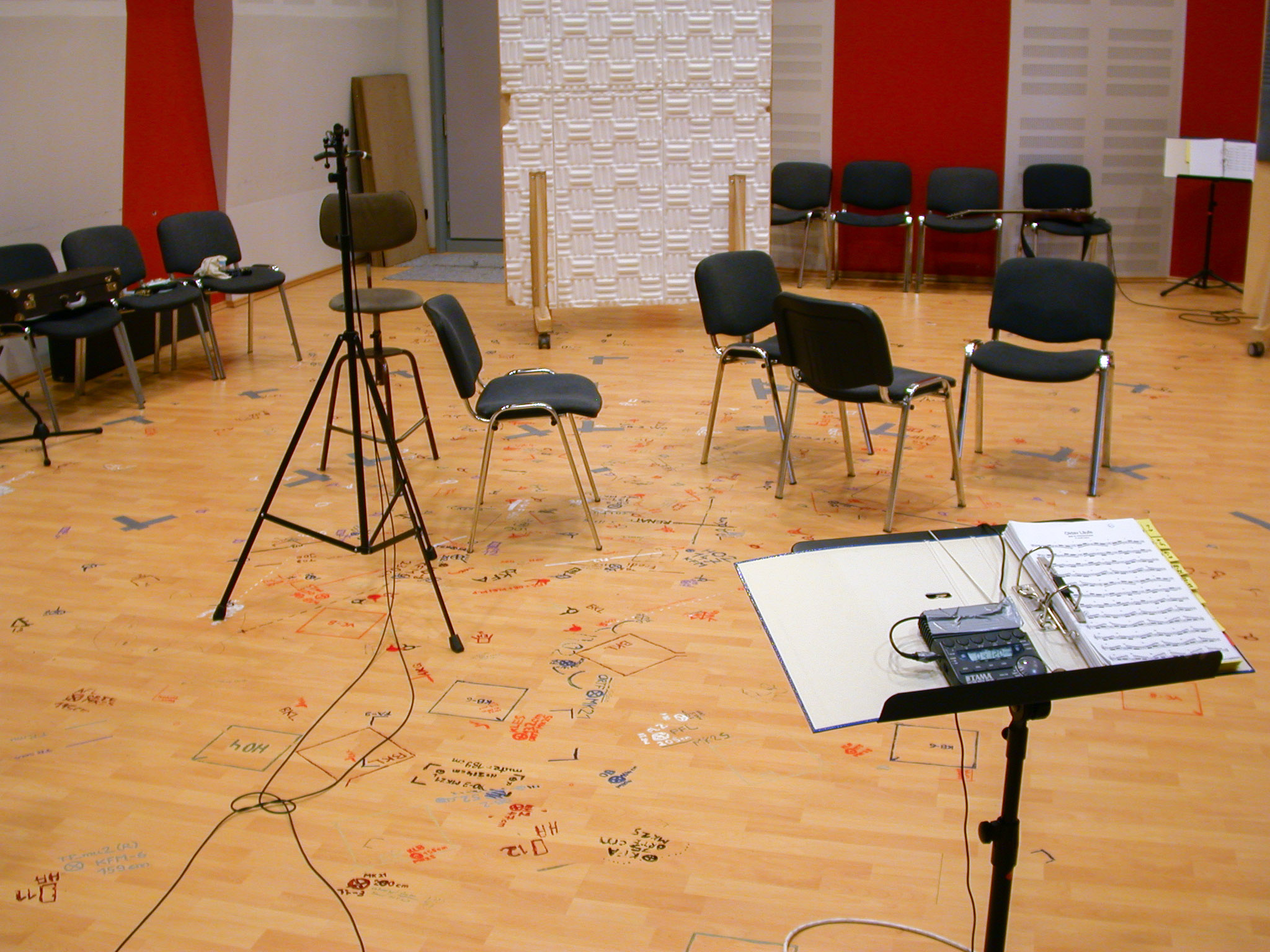
Vienna Symphonic Library, escenario del silencio (2004)

El primer paso de la compañía fue diseñar y construir una instalación para grabar, la cual se denominó «escenario del silencio», donde se grabarían muestras orquestales. El estudio se encuentra en Ebreichsdorf, un pueblo cerca de Viena. Durante varios años Tucmandl invitó a cantantes, músicos y orquestas a grabar allí. Muchos de los músicos que aparecían en los productos definitivos de la VSL fueron o son miembros de las orquestas de Viena.

## Productos actuales
- Paquetes de software: Instrumentos de Viena, Viena Ensemble, Viena Suite, Viena MIR.
- Categorías de instrumentos: instrumentos de cuerda, instrumentos de cuerdas para cámaras de música, arpas, instrumentos de viento-madera, latón, saxofones, el órgano de la Viena Konzerthaus, Bösendorfer Gran Piano Imperial, percusión, coros.
- Un gran abanico de instrumentos desde flautas hasta cuerda.